# Стасяк, Владислав
Владислав Аугустын Стасяк (пол. Władysław Augustyn Stasiak; 15 марта 1966, Вроцлав, Польша — 10 апреля 2010, Смоленск, Россия) — польский политик, глава канцелярии президента Леха Качиньского (2009—2010).

## Биография
Окончил исторический факультет Вроцлавского университета и Национальную школу государственного администрирования.
В 1993—2002 годах работал в Высшей контрольной палате, в том числе заместителем директора Департамента национальной обороны и национальной безопасности. С ноября 2002 года был заместителем президента Варшавы Леха Качиньского.
С 2 ноября 2005 по 31 мая 2006 года был заместителем министра внутренних дел и администрации. Затем он стал статс-секретарём министерства и занимал этот пост до 24 августа 2006 года, когда вступил в должность главы Бюро национальной безопасности (Biuro Bezpieczeństwa Narodowego, BBN) и секретаря Совета национальной безопасности (Rada Bezpieczeństwa Narodowego, RBN).
С 8 августа 2007 по 16 ноября 2007 года Стасяк был министром внутренних дел и администрации в правительстве Ярослава Качиньского. 19 ноября 2007 года вновь возглавил Бюро национальной безопасности. 15 января 2009 года покинул этот пост и стал заместителем руководителя президентской канцелярии, а 27 июля того же года был назначен главой канцелярии, сменив Петра Ковнацкого.
Погиб в авиакатастрофе в Смоленске 10 апреля 2010 года.

## Награды
- Командор со звездой ордена Возрождения Польши (2010 год, посмертно)[1]
- Кавалер Большого креста португальского ордена Заслуг (2008)[2]